# Mioarele
Mioarele is een Roemeense gemeente in het district Argeș.
Mioarele telt 1695 inwoners.